# Maurice Wilks
Pour les articles homonymes, voir Wilks.
Maurice Wilks Cary Ferdinand, né le 19 août 1904 à Hayling Island et mort le 8 septembre 1963, est un chef d'entreprise et ingénieur automobile et aéronautique britannique. Il est le frère de Spencer Wilks, autre figure importante de la société Rover. On leur doit notamment la création et le succès du Land Rover.

## Biographie
Wilks nait le 19 août 1904, à Hayling Island dans le Hampshire en Angleterre et fait ses études au Malvern College.
En 1926, Wilks part travailler pour le constructeur américain General Motors à Détroit. Après deux ans aux États-Unis, il retourne en Angleterre travailler pour la Hillman Motor Car Company à Coventry.
Wilks travaille chez Hillman pendant deux ans comme ingénieur de planification (jusqu'en 1930), avant d'être recruté par la société Rover en qualité d'ingénieur en chef. Il y rejoint son frère Spencer, directeur général de l'entreprise. Au cours de la Seconde Guerre mondiale, Wilks est à la tête de l'équipe de développement Rover de la turbine à gaz pour moteurs d'avion, projet mené par Frank Whittle.
Peu de temps après la guerre, et alors qu'il utilise, dans sa ferme d'Anglesey, une Jeep Willys pour certains travaux agricoles, lui et son frère ont l'idée de développer et produire un véhicule utilitaire à quatre roues motrices pour les agriculteurs. Le nom de Land Rover est inventé par Maurice Wilks. À l'été 1947 Rover construit un prototype basé sur un châssis de Jeep. En septembre 1947, Rover autorise la production de 50 modèles de pré-production à des fins d'évaluation. Le Land Rover est finalement lancé en 1948 au Amsterdam Motor Show.
Après la guerre, Wilks a continué à travailler sur les moteurs à turbine à gaz, conduisant à la première voiture équipée d'une turbine en 1949. Il est nommé directeur technique de Rover en 1960 puis en devient, à partir de 1961, président.